# Serra del Ginestar
La Serra del Ginestar és una serra situada al municipi de Sant Feliu de Llobregat a la comarca del Baix Llobregat, amb una elevació màxima de 277 metres.